# ویلبرفورس امفوم
ویلبرفورس امفوم (انگلیسی: Wilberforce Mfum؛ زادهٔ ۲۸ اوت ۱۹۳۶) بازیکن فوتبال اهل غنا بود.
وی همچنین در تیم ملی فوتبال غنا بازی کرده‌است.